# Ierland op het Eurovisiesongfestival 1997
Ierland nam deel aan het Eurovisiesongfestival 1997 in Dublin, Ierland.
Het was de 31ste deelname van Ierland aan het festival.
De nationale omroep RTE was verantwoordelijk voor de bijdrage van Ierland voor 1996.

## Selectieprocedure
De Ierse nationale finale werd gehouden op 9 maart 1997 in Waterford en werd uitgezonden door de RTÉ, gepresenteerd door Pat Kenny.
Acht acts deden mee in de finale en de winnaar werd gekozen door 10 regionale jury's..

| Volgorde | Lied                     | Artiest            | Punten | Plaats |
| -------- | ------------------------ | ------------------ | ------ | ------ |
| 1        | "Good Life"              | Tommy Quinn        | 59     | 5de    |
| 2        | "I Am Here"              | Miranda            | 48     | 7de    |
| 3        | "Suddenly"               | Darren Holden      | 91     | 2de    |
| 4        | "Never Far Away"         | Michelle Costelloe | 45     | 8ste   |
| 5        | "Uaigneas (Loneliness)"  | Helen Uí Dhúnaird  | 54     | 6de    |
| 6        | "Love and Understanding" | Gary O'Shaughnessy | 87     | 3de    |
| 7        | "My Love"                | Maggie Toal        | 67     | 4de    |
| 8        | "Mysterious Woman"       | Marc Roberts       | 99     | 1ste   |

## In Dublin
In hun thuisland moest Ierland aantreden als 5de, na Oostenrijk en voor Slovenië.
Op het einde van de puntentelling bleek dat Ierland 2de was geworden met een score van 157 punten.
Men ontving 1 keer het maximum van de punten.
Nederland had vier punten over voor deze inzending en België deed niet mee in 1997.

### Gekregen punten

#### Finale
| 12 punten             | 10 punten                                                          | 8 punten                                                           | 7 punten              | 6 punten                     |
| --------------------- | ------------------------------------------------------------------ | ------------------------------------------------------------------ | --------------------- | ---------------------------- |
| - Verenigd Koninkrijk | - Denemarken - Frankrijk - Italië - Oostenrijk - Portugal - Zweden | - Bosnië en Herzegovina - Cyprus - Duitsland - Estland - Hongarije | - Polen - Zwitserland | - Kroatië - Spanje - Turkije |
| 5 punten              | 4 punten                                                           | 3 punten                                                           | 2 punten              | 1 punt                       |
| - Rusland             | - Nederland                                                        | - Noorwegen                                                        |                       | - Slovenië                   |

### Punten gegeven door Ierland

#### Finale
Punten gegeven in de finale:
| 12 punten | Verenigd Koninkrijk |
| 10 punten | Frankrijk           |
| 8 punten  | Estland             |
| 7 punten  | Malta               |
| 6 punten  | Spanje              |
| 5 punten  | Zweden              |
| 4 punten  | Hongarije           |
| 3 punten  | Cyprus              |
| 2 punten  | Turkije             |
| 1 punt    | Italië              |

1965 · 1966 · 1967 · 1968 · 1969 · 1970 · 1971 · 1972 · 1973 · 1974 · 1975 · 1976 · 1977 · 1978 · 1979 · 1980 · 1981 · 1982 · 1983 · 1984 · 1985 · 1986 · 1987 · 1988 · 1989 · 1990 · 1991 · 1992 · 1993 · 1994 · 1995 · 1996 · 1997 · 1998 · 1999 · 2000 · 2001 · 2002 · 2003 · 2004 · 2005 · 2006 · 2007 · 2008 · 2009 · 2010 · 2011 · 2012 · 2013 · 2014 · 2015 · 2016 · 2017 · 2018 · 2019 · 2020 · 2021 · 2022 · 2023 · 2024 · 2025